# Manuel Martínez
Manuel Martínez Gutiérrez (León, 7 december 1974), bijgenaamd Gentle Giant, is een voormalige Spaanse kogelstoter. Hij nam viermaal deel aan de Olympische Spelen en won hierbij eenmaal een bronzen medaille. Hij heeft zowel in- als outdoor het Spaanse record kogelstoten in handen en maakte, verspreid over een periode van negentien jaar, 84 keer deel uit van de nationale selectie. Ook dat is een Spaans record.

## Loopbaan

### Eerste successen
Zijn eerste prestaties op internationaal niveau leverde Martínez op zeventienjarige leeftijd, toen hij zowel op de Ibero-Amerikaanse kampioenschappen in Sevilla als op de wereldkampioenschappen voor junioren van 1992 in Seoel het zilver veroverde. Een jaar behaalde hij zijn eerste internationale titel op de Europese kampioenschappen voor junioren in San Sebastian; met een stoot van 19,02 m veroverde hij daar de gouden medaille. In 1994 werd hij op de Ibero-Amerikaanse kampioenschappen, dit keer in het Argentijnse Mar del Plata, opnieuw tweede.

### Twee Ibero-Amerikaanse titels en overig eremetaal
Vervolgens duurde het een tijdje, voordat Martínez nieuw internationaal eremetaal aan zijn palmares wist toe te voegen. In 1998 ten slotte werd hij in Lissabon voor de tweede keer Ibero-Amerikaans kampioen. Daarna veroverde hij in 2000 op de Europese indoorkampioenschappen in Gent achter de Fin Timo Aaltonen (eerste met 20,62) met 20,38 de zilveren medaille, waarna hij er in Rio de Janeiro in slaagde om zijn Ibero-Amerikaanse titel te prolongeren. Op de Olympische Spelen in Sydney drong hij later dat jaar bij het kogelstoten door tot de finale, waarin hij met een stoot van 20,55, een nationaal record, op de zesde plaats eindigde.
Een jaar later werd hij op de wereldindoorkampioenschappen met 20,67 derde. En nadat hij tijdens het baanseizoen op de wereldkampioenschappen in Edmonton met 20,91 net twee centimeter te kort was gekomen voor een medaille (Arsi Harju werd met 20,93 derde), veroverde hij aan het eind van dat seizoen nog twee aansprekende titels: eerst werd hij in Peking met een beste prestatie van 20,97 universitair kampioen, waarna hij bij de Middellandse Zeespelen in Tunis met een stoot over de 21 meter (21,03) ook daar met de titel huiswaarts keerde.

### Goud op EK indoor en WK indoor
De jaren die volgden behoren tot de beste uit de carrière van Manuel Martínez. In 2002 werd hij op EK indoor in Wenen kampioen met een beste stoot van 21,26, een nationaal record, waarmee hij zijn naaste concurrent, de Deen Joachim Olsen, net drie centimeter voor wist te blijven. Later dat jaar, tijdens het baanseizoen, slaagde hij op de Europese kampioenschappen in München niet in om bij het kogelstoten datzelfde niveau te bereiken en bleef hij met 20,45 verwijderd van het erepodium.
In 2003 was hij op de WK indoor in Birmingham echter weer niet te verslaan, al was hij met zijn winnende 21,24 dit keer slechts één centimeter beter dan John Godina (tweede met 21,23) en elf centimeter dan Joeri Bilonoh (derde met 21,13). Tijdens het buitenseizoen wist hij dit niveau vast te houden en won hij het kogelstoten bij de Europa Cup wedstrijd in Florence met 21,08, maar op de WK in Parijs had de Spanjaard een offday en kwam hij met 19,78 niet eens door de kwalificatie heen.

### Olympisch brons
In 2004 had Martínez zijn trainingsopbouw anders uitgestippeld dan in de jaren ervoor. Want nadat hij deze keer op de WK indoor in Boedapest met 20,79 onopvallend vijfde was geworden, werd hij in augustus in Huelva eerst voor de derde keer Ibero-Amerikaans kampioen, waarna hij er enkele weken later op de Olympische Spelen in Athene in slaagde om achter Adam Nelson (goud met 21,16) en Joachim Olsen (zilver met 21,07) de bronzen medaille voor zich op te eisen met een beste stoot van 20,84. Hij had hierbij het geluk dat de aanvankelijke winnaar Joeri Bilonoh – hij stootte evenals Nelson 21,16, maar had een betere tweede stoot van 21,15 - later vanwege een overtreding van het dopingreglement uit de uitslag werd geschrapt.

### Laatste titel
Na 2004 volgden er op grote toernooien nog ettelijke goede klasseringen, zoals een bronzen medaille op de EK indoor van 2006 in Madrid, met een beste stoot van 20,51 achter Joachim Olsen (goud met 21,19) en Rutger Smith (zilver met 20,79) en een vijfde plaats op de WK indoor van 2006 in Moskou, maar gaandeweg zakten de kogelstootprestaties van Martínez terug naar een niveau onder de twintig meter.
In 2009 volgde een laatste opleving, toen hij bij de Europa Cupwedstrijd voor landenteams in het Portugese Leiria met 20,39 tweede werd achter Tomasz Majewski (20,81) en voegde hij op de Middellandse Zeespelen met een winnende stoot van 20,30 een laatste titel toe aan zijn palmares.
Ten slotte keerde Martínez in april 2011 de wedstrijdsport de rug toe.

### Artistieke activiteiten
Naast en na afloop van zijn atletiekloopbaan heeft Manuel Martínez blijk gegeven ook over andere talenten te beschikken. Zo heeft hij diverse beeldhouw- en schilderwerken op zijn naam staan, heeft hij gedichten, toneelstukken en korte verhalen geschreven en maakt hij deel uit van de volksmuziekgroep Runa Manaz. Bovendien speelde hij als acteur enkele rollen in speelfilms, zoals in 2011 de rol van Goliath in de film El Capitán Trueno y el Santo Grial.

## Titels
- Wereldindoorkampioen kogelstoten - 2003
- Europees indoorkampioen kogelstoten - 2002
- Universitair kampioen kogelstoten - 2001
- Ibero-Amerikaans kampioen kogelstoten - 1998, 2000, 2004
- Middellandse Zeespelen kampioen kogelstoten - 2001, 2009
- Spaans kampioen kogelstoten - 1993, 1994, 1995, 1996, 1997, 1998, 2000, 2001, 2002, 2003, 2004, 2005, 2006, 2007, 2008
- Spaans indoorkampioen kogelstoten - 1993, 1994, 1995, 1996, 1997, 1998, 1999, 2000, 2001, 2002, 2003, 2004, 2005, 2006, 2007, 2008
- Europees jeugdkampioen kogelstoten - 1993

## Persoonlijke records
Outdoor
| Onderdeel    | Prestatie    | Datum        | Plaats    |
| ------------ | ------------ | ------------ | --------- |
| kogelstoten  | 21,47 m (NR) | 10 juli 2002 | Salamanca |
| discuswerpen | 43,85 m      | 5 mei 2002   | León      |

Indoor
| Onderdeel   | Prestatie    | Datum        | Plaats |
| ----------- | ------------ | ------------ | ------ |
| kogelstoten | 21,26 m (NR) | 2 maart 2002 | Wenen  |

## Palmares

### kogelstoten
Kampioenschappen
- 1992:  Ibero-Amerikaanse kamp. - 17,49 m
- 1992:  WJK - 18,14 m
- 1993:  Spaanse indoorkamp. - 18,34 m
- 1993:  EJK - 19,02 m
- 1993:  Spaanse kamp. - 18,82 m
- 1994:  Spaanse indoorkamp. - 19,36 m
- 1994: 4e EK indoor - 19,85 m
- 1994:  Spaanse kamp. - 19,37 m
- 1994:  Ibero-Amerikaanse kamp. - 18,70 m
- 1995:  Spaanse indoorkamp. - 19,09 m
- 1995: 4e WK indoor - 19,97 m
- 1995:  Spaanse kamp. - 19,53 m
- 1996:  Spaanse indoorkamp. - 19,86 m
- 1996: 7e EK indoor - 19,50 m
- 1996:  Spaanse kamp. - 19,56 m
- 1996: 7e in kwal. OS - 19,12 m
- 1997:  Spaanse indoorkamp. - 19,76 m
- 1997: 5e WK indoor - 20,37 (NR)
- 1997:  Spaanse kamp. - 20,27 m
- 1998:  Spaanse indoorkamp. - 19,55 m
- 1998: 6e EK indoor - 20,09 m
- 1998:  Spaanse kamp. - 19,43 m
- 1998:  Ibero-Amerikaanse kamp. - 19,47 m
- 1998: 7e EK - 20,02 m
- 1999:  Spaanse indoorkamp. - 20,64 m
- 1999: 4e WK indoor - 20,79 m (NR)
- 2000:  Spaanse indoorkamp. - 20,32 m
- 2000:  EK indoor - 20,38 m
- 2000:  Ibero-Amerikaanse kamp. - 19,70 m
- 2000:  Spaanse kamp. - 19,40 m
- 2000: 6e OS - 20,55 m (NR)
- 2001:  Spaanse indoorkamp. - 20,64 m
- 2001:  WK indoor - 20,67 m
- 2001:  Spaanse kamp. - 20,61 m
- 2001: 4e WK - 20,91 m
- 2001:  Universiade - 20,97 m
- 2001:  Goodwill Games - 20,44 m
- 2001:  Middellandse Zeespelen - 21,03 m
- 2002:  Spaanse indoorkamp. - 20,65 m
- 2002:  EK indoor - 21,26 m (NR)
- 2002:  Spaanse kamp. - 20,83 m
- 2002: 5e EK te München - 20,45 m
- 2003:  Spaanse indoorkamp. - 20,06 m
- 2003:  WK indoor - 21,24 m
- 2003:  Spaanse kamp. - 20,55 m
- 2004:  Spaanse indoorkamp. - 20,44 m
- 2004: 5e WK indoor - 20,79 m
- 2004:  Spaanse kamp. - 20,21 m
- 2004:  Ibero-Amerikaanse kamp. - 20,59 m
- 2004:  OS - 20,84 m
- 2004:  Wereldatletiekfinale - 20,67 m
- 2005:  Spaanse indoorkamp. - 20,32 m
- 2005:  EK indoor - 20,51 m
- 2005:  Spaanse kamp. - 19,89 m
- 2005:  Middellandse Zeespelen - 19,97 m
- 2005:  Spar Europacup - 19,55 m
- 2006:  Spaanse indoorkamp. - 20,09 m
- 2006: 5e WK indoor - 20,43 m (na DQ Michnevitsj)
- 2006:  Spaanse kamp. - 20,29 m
- 2006: 9e EK - 19,68 m
- 2006: 8e Wereldatletiekfinale - 19,79 m
- 2008: 9e in kwal. OS - 19,81 m
- 2009: 6e EK indoor - 19,65 m
- 2009:  Europa Cup voor landenteams te Leiria - 20,39 m
- 2009:  Middellandse Zeespelen - 20,30 m
- 2010: 12e in kwal. EK - 18,08 m
- 2011: 19e in kwal. EK indoor - 18,62 m

Golden League-podiumplaats
- 2004:  Memorial Van Damme - 21,15 m

- Biblioteca Nacional de España: XX4997220
- Catàleg d'autoritats de noms i títols de Catalunya: 981058520309606706
- World Athletics: 14165780
- International Standard Name Identifier: 0000 0001 0059 3721
- Library of Congress Control Number: no2018117502
- Virtual International Authority File: 149580540
- WorldCat: E39PBJg8DXK67tV6xPxfCgVXBP